# Interior a l'aire lliure
L'obra Interior a l'aire lliure, també coneguda com a La Tarde i La Terraza, és una pintura a l'oli realitzada per pintura a l'oli realitzada per Ramon Casas l'any 1892 a Barcelona i actualment pertany a la col·lecció Carmen Thyssen-Bornemisza. Aquest quadre és un dels millors exemples de l'interès que el pintor va tenir pels espais arquitectònics de patis i interiors banyats amb llum natural, va estar influit pel seu gran amic Santiago Rusiñol, era el mestre d'aquest particular gènere en la pintura catalana d'aquell temps.

## Breu introducció de l'autor
Ramón Casas Carbó va néixer el 5 de gener de l'any 1866 a Barcelona i va morir el 9 de febrer de l'any 1932 a Barcelona. Va ser un pintor català molt important pel seus retrats, caricatures i pintures per a les diferents elits. En la seva família ell era l'únic pintor, no hi havia cap antecedent artístic. Als 15 anys va anar a estudiar per ampliar els seus coneixements a París on va estar durant tres anys fisn que va tornar a Barcelona. Va ser dissenyador gràfic, els seus cartells i les seves postals van servir per definir el moviment artístic català conegut com el modernisme.
En les seves pintures no és senzill poder veure la seva gran formació com a dibuixant, utilitza la punta del pinzell com si fos la punta del llapis per poder perfilar les motllures arquitectòniques o poder captar els reflexos dels plecs del vestit de la figura femenina, utilitzant traços llargs que ens demostren la seva sensibilitat per poder captar els matisos de la llum sobre les figures i els objectes del quadre. En les seves obres la figura femenina adquireix una gran importància.

## Context de l'obra
Ramon Casas va pintar el quadre Interior a l'aire lliure en el seu gran període com artista, va estar pintat en el moment de la plena maduresa del seu estil que es va formar en París, el pintor demostra la seva personal interpretació d'un tipus d'Impressionisme, que està interessat en el rigor descriptiu del dibuix, combinat amb els efectes pictòrics de la llum dels espais interiors, que s'apropen a estils d'artistes com Degas o Whistler, com es va mencionar en una crítica que es va fer en aquella època.
L'any 1892 quan es va fer aquesta obra, la firma del nostre pintor adquireix un aspecte amb diferents canvis, que no serà la definitiva fins al 1900. La erre s'obre i ara la firma en comptes de ser inclinada és horitzontal. Aquesta evolució ha sigut de molt utilitat per poder fixar la cronologia. Ell no sempre firmava les seves obres, moltes vegades se li oblidava firmar quan acabava la pintura, les firmava després o simplement deixava les obres sense la firma. Aquell any també va guanyar la medalla de la tercera classe en la Exposición Nacional de Bellas Artes de Madrid per aquesta obra que va exposar.

## Descripció de l'obra i Anàlisi formal

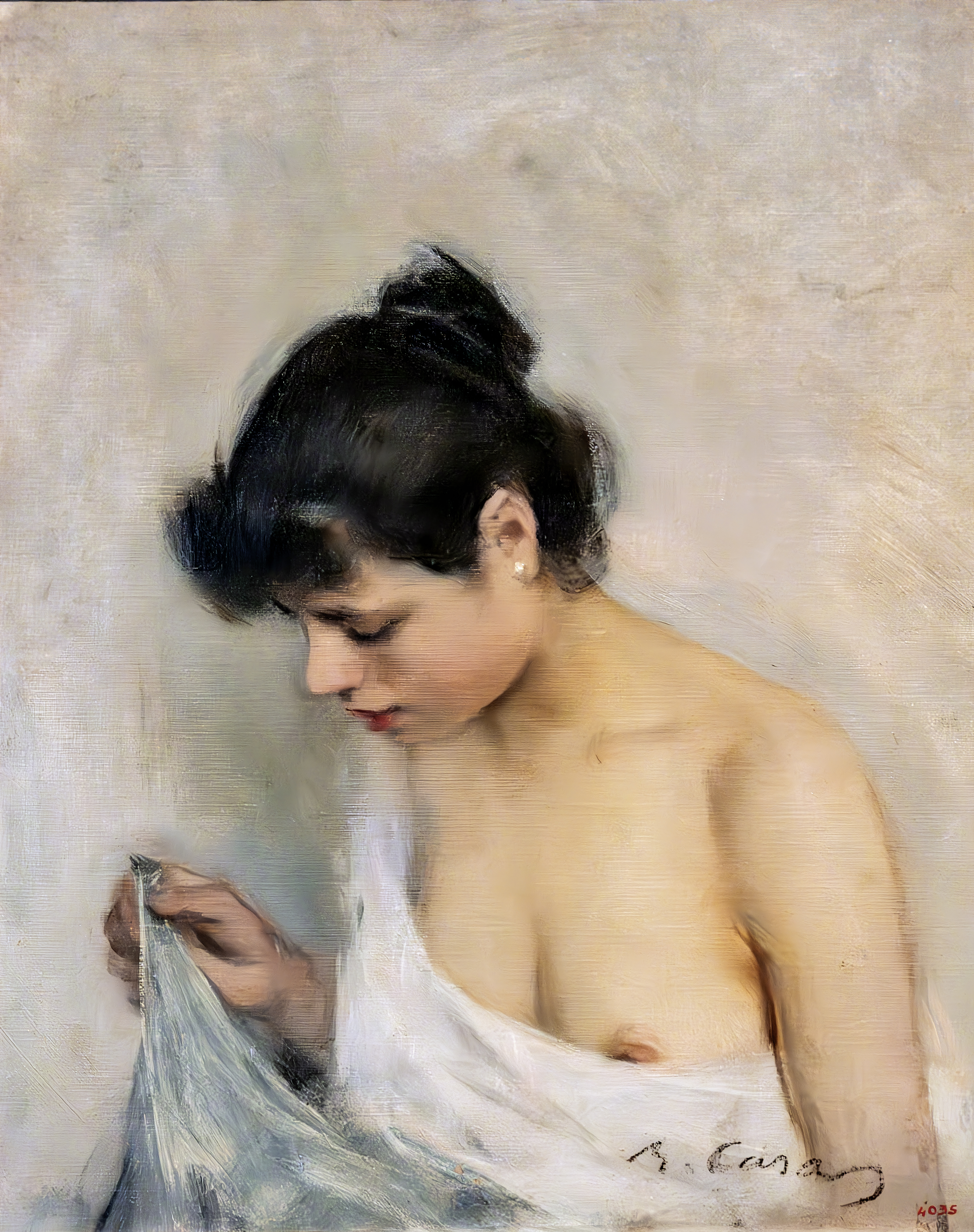
Estudio de Ramon Casas

En aquesta obra, l'artista representa a la seva germana gran, Montserrat Casas acompanyada del seu marit, Eduardo Nieto Algors, asseguts en la terrassa prenent un café en una plàcida sobretaula, de la seva casa situada en aquell moment en el Carrer Nou de San Francesc, en el casc antic de Barcelona. En la part baixa del costat dret trobem la firma del pintor i un número << R.Casas 92>>, que ens ajuda a identificar al pintor i l'any en el qual es va fer aquesta obra. En aquest mateix escenari s'havia representat, uns quants anys abans a la seva germana Elisa i unes altres obres del pintor que eren Estudio i Un Patio.
En aquesta ocasió, l'artista, que generalment tant en els seus interiors com en les obres pintades a l'aire lliure solia incloure una sola figura, va decidir incloure a dues figures, una figura femenina i una altra figura masculina. L'habitació està inundada per la primera llum de la tarda, que entra per les persianes. En aquesta composició hi trobem un tractament excepcional de la llum i del color. Raimon Casellas, un crític d'art va definir aquesta gamma cromàtica de colors com una "sinfonia en violeta y oro" estan correctament harmonitzades de baix del reflex de la llum de la tarda que es mostra en el fons del pati, les figures en el quadre queden en la suau penombra que proporcionen les persianes.
En el quadre hi descobrim una descripció atenta i detinguda de tots els elements d'arquitectura i els mobles que formen part de la terrassa, alguns estan molt ben detallats com la gàbia de l'ocellet o el ram de les flors en el gerro de vidre que es troba en la taula. El pintor ens demostra la seva absoluta tècnica amb el maneig de la llum que envolta l'habitació, en un suau recorregut des de la penombra que projecta la persiana fins a la lluminositat de la paret del fons, banyant l'escena en una agradable i íntima atmosfera, provocant en l'espectador la impressió d'interrompre en la privacitat de l'estança on està el matrimoni, però al mateix temps està abstret en el sentiment de relaxament que irradia l'escena.
No és l'única ocasió en la qual l'artista pinta una estança de la casa familiar, la va pintar en altres quadres com En la Terraza o Mi hermana en la terraza de la casa de Nou de Sant Francesc, sempre utilitzant a la mateixa model que és Montserrat, la seva germana, com em mencionat abans, que ja ha pintat en vàries ocasions, sobretot en retrat de les diverses èpoques de la seva vida.
En aquesta obra Casas fa servir un entorn familiar per presentar una imatge paradigmàtica de la societat burgesa catalana, a la que corresponia el mateix pintor.

## Exposicions de l'obra
Aquesta obra ha estat exposada en diverses exposicions des de l'any de la seva creació fins a l'any 2022.
Font
- El 1892 va estar exposada en la Exposición Internacional de Bellas Artes de Madrid, juntament amb l'obra Revolviendo libros i el retrat de Erik Satie, va guanya la tercera medalla de classe.
- El 1893 va estar exposada en la Salon de la Sociéte Nationale des Beaux-Arts de París i en la Tercera Exposició Rusiñol, Casas, Clarasó en la Sala Parés de Barcelona.
- El 1900 va estar exposada en la Segona Exposició de Ramon Casas, organitzada per Pèl & Pola en la Sala Parés de Barcelona.
- El 1930 va estar exposada en un Homenatge a Ramon Casas en el Palau de Belles Arts en Barcelona.
- El 1941 va estar present en la Exposición homenaje al insigne pintor Ramon Casas en la Galeria Verdaguer de Barcelona.
- El 1954 estar present en la exposició Els Quatre Gats y su época en la Sala Parés de Barcelona.
- El 1958 present en la Exposición colectiva en la Sala Parés de Barcelona i en la exposició Ramon Casas en el Palau Virreina de Barcelona.
- El 1982-1893 present una altra vegada en la Ramon Casas en el Palau Virreina de Barcelona.
- El 1985-1986 exposada en la Homege to Barcelona. The City and Its Art 1888-1936 en el Hayward Gallery de Londres.
- El 1987 exposada en la Homenatge a Barcelona. La ciutat i les seves arts en el Palau Virreina de Barcelona.
- El 1990-1991 exposada en la exposició El Modernisme en el Museu d'Art Modern de Barcelona.
- El 1993 present en la exposició 1893. L Europe des peintres en el Musée d'Orsay de París.
- El 1998 present en la exposició La pintura espanyola del cambio del siglo en la colección Carmen Thyssen-Bornemisza en el Palacio de Sástago en Zaragoza.
- El 1998-1999 exposada en la Masterworks from the Carmen Thyssen-Bornemisza Collection, Tokio, en el Tokyio Metropolitan Art Museum.
- El 199-2000 present en la exposició Del impresionismo a la vanguardia en la colección Carmen Thyssen-Bornemisza en el Centre Cultural Caixa Catalunya de Barcelona.
- El 2000 exposada en la exposició El modernisme catalan. Un entusiasmo en la Sala de Exposiciones de la Fundación Santander Central Hispano de Madrid.
- El 2001 present en Ramon Casas. El pintor del modernisme en el Museu Nacional d'Art de Catalunya de Barcelona.
- El 2002 present en exposició Il trionfo del colore. Collezione Carmen Thyssen-Bornemisza. Monet, Van Gogh, Gauguin, Toulousse-Lautrec, Matisse, Kandisnky en el Palazzo Ruspoli de Roma.
- El 2002-2003 exposada en Ternura y melodrama. Pintura de escenes familiares en la época de Sorolla en el Museo del Siglo XIX de Valencia.
- El 2003 present en De Fortuny a Tàpies. Aspectes de la pintura catalana moderna dins de la Col·lecció Carmen Thyssen-Bornemisza en el Museu Nacional d'Art de Catalunya de Barcelona.
- El 2004 present en Pintura català do Naturalismo ao Noucentisme. Colección Carmen Thyssen-Bornemisza en la Fundación Caixa Galicia en Santiago de Compostela i en la Pintura catalana del Naturalismo al Noucentismo. Colección Carmen Thyssen-Bornemisza en el Museo Thyssen-Bornemisza de Madrid.
- El 2005-2006 exposada en Prelude to Spanish Modernism. Fortuny to Picasso.
- El 2006-2007 present en Barcelona and Modernity: Picasso, Gaudí, Miró, Dalí, Cleveland en el Cleveland Museum of Art.
- El 2010 present en la exposició De Gaudí a Picasso en el Institut Valencià d'Art Modern de Valencia.
- El 2011 present en La tradición moderna en la Colección Carmen Thyssen. Monet, Picasso, Matisse, Miró en el Museo Carmen Thyssen Málaga.
- El 2012 exposada en Paisatges de llum, paisatges de somni. De Gauguin a Delvaux. Col·lecció Carmen Thyssen-Bornemisza.
- El 2014-2015 present en Casas-Rusiñol. Dos visiones modernistes en el Museu Carmen Thyssen Málaga.
- El 2015 present en La rosa di fuoco. La Barcelona di Picaso e Gaudi, Ferrara, Palazzo dei Diamanti.
- El 2016-2017 exposada en Ramón Casas. La modernidad anhelada en el Museu de Maricel, Sitges.
- El 2017-2018 present en Escenarios. De Monet a Estes. De Trouville a Nueva York. Colección Carmen Thyssen-Bornemisza.
- El 2019-2020 exposada en Impressionism and Spanish Art en el Museum of Russian Impressionism & Aurea Cultura.
- El 2021 present en Pintar la luz. Maestros catalanes de la Colección Carmen Thyssen en el Museu Carmen Thyssen Málaga.
- El 2022 exposada en la exposició Caminos de modernidad. 1860-1980. Colección Carmen Thyssen- Bornemisza en Centro Cultural Bancaja, Valencia.